# Amico assoluto
Amico assoluto è  un singolo di Renato Zero pubblicato nel 2004, primo e unico singolo che anticipa l'album dal vivo Figli del sogno.

## Descrizione
La versione studio del brano è presente nella versione CD, mentre nella versione DVD il brano si può ascoltare nella sua versione live con Renato Zero che duetta con Michele Zarrillo.